# Eupogonius tomentosus
Eupogonius tomentosus là một loài bọ cánh cứng trong họ Cerambycidae.